# 鲁尔基卡斯巴
鲁尔基卡斯巴（Rurki Kasba），是印度旁遮普邦Patiala县的一个城镇。总人口8186（2001年）。

## 人口
该地2001年总人口8186人，其中男性4513人，女性3673人；0—6岁人口1127人，其中男666人，女461人；识字率68.75%，其中男性为73.72%，女性为62.65%。